# Ed Davis
Edward Adam „Ed“ Davis (* 5. Juni 1989 in Washington, D.C.) ist ein US-amerikanischer Basketballspieler. Aktuell steht Davis bei den Cleveland Cavaliers in der NBA unter Vertrag.

## NBA-Karriere
Davis kam von der renommierten University of North Carolina at Chapel Hill, mit der er 2009 die NCAA Division I Basketball Championship gewann. Nach seinem Sophomore-Jahr am College meldete er sich zur NBA-Draft an. Er wurde in der Draft 2010 an 13. Stelle von den Toronto Raptors ausgewählt. Sein erstes NBA-Spiel absolvierte er am 1. Dezember 2010 und erzielte dabei 11 Punkte, 6 Rebounds und 2 Blocks. Davis schloss seine Rookie-Saison mit 7,7 Punkten und 7,1 Rebounds pro Spiel ab.
Während seines dritten NBA-Jahres wurde er zu den Memphis Grizzlies transferiert.
In der Saison 2014/15 lief Davis für die Los Angeles Lakers auf. Er hatte einen Vertrag über zwei Jahre und 2 Millionen US-Dollar unterschrieben, konnte im Sommer 2015 aber aufgrund einer Ausstiegsklausel zu den Portland Trail Blazers wechseln.
Er spielt in der Saison 2018/19 bei den Brooklyn Nets, wo er in 81 Spielen auf 5,8 Punkte und 8,6 Rebounds pro Spiel kam. Dazu traf er mit 61,6 % Feldtorquote einen überragenden Wert.
Zur Saison 2018–19 wechselte Davis zum Utah Jazz, um den zuvor abgewanderten Derrick Favors zu ersetzen. Nach einem Jahr bei den Jazz, wo Davis zum Ende der Saison aus der Rotation fiel und in 28 Saisonspielen auf 1,8 Punkte und 3,8 Rebounds kam, wurde er zunächst zu den New York Knicks abgegeben, bevor er wenige Tage später zu den Minnesota Timberwolves weitergereicht wurde.
Am 13. Oktober 2021 wurde Davis von den Cleveland Cavaliers unter Vertrag genommen.

## Persönliches
Sein Vater ist der ehemalige Basketballspieler Terry Davis. Dieser spielte zwischen 1989 und 2001 in der NBA.

## Karriere-Statistiken

### NBA

#### Reguläre Saison
| Saison  | Team              | GP  | GS  | MPG  | FG % | 3P % | FT % | RPG | APG | SPG | BPG | PPG |
| ------- | ----------------- | --- | --- | ---- | ---- | ---- | ---- | --- | --- | --- | --- | --- |
| 2010–11 | Toronto           | 65  | 17  | 24.6 | .576 |      | .555 | 7.1 | 0.6 | 0.6 | 1.0 | 7.7 |
| 2011–12 | Toronto           | 66  | 9   | 23.2 | .513 | .000 | .670 | 6.6 | 0.9 | 0.6 | 1.0 | 6.3 |
| 2012–13 | Toronto / Memphis | 81  | 28  | 20.1 | .539 |      | .617 | 5.7 | 0.8 | 0.5 | 1.0 | 7.7 |
| 2013–14 | Memphis           | 63  | 4   | 15.2 | .534 |      | .528 | 4.1 | 0.4 | 0.3 | 0.7 | 5.7 |
| 2014–15 | L.A. Lakers       | 79  | 24  | 23.3 | .601 |      | .487 | 7.6 | 1.2 | 0.6 | 1.2 | 8.3 |
| 2015–16 | Portland          | 81  | 0   | 20.8 | .611 |      | .559 | 7.4 | 1.1 | 0.7 | 0.9 | 6.5 |
| 2016–17 | Portland          | 46  | 12  | 17.2 | .528 |      | .617 | 5.3 | 0.6 | 0.3 | 0.5 | 4.3 |
| 2017–18 | Portland          | 78  | 0   | 18.9 | .582 | .000 | .667 | 7.4 | 0.5 | 0.4 | 0.7 | 5.3 |
| 2018–19 | Brooklyn          | 81  | 1   | 17.9 | .616 | .000 | .617 | 8.6 | 0.8 | 0.4 | 0.4 | 5.8 |
| 2019–20 | Utah              | 28  | 1   | 10.8 | .478 |      | .500 | 3.8 | 0.4 | 0.4 | 0.3 | 1.8 |
| 2020–21 | Minnesota         | 23  | 7   | 13.0 | .432 |      | .833 | 5.0 | 0.9 | 0.6 | 0.6 | 2.1 |
| 2021–22 | Cleveland         | 13  | 2   | 8.7  | .750 |      | .167 | 2.8 | 0.1 | 0.2 | 0.5 | 1.5 |
| Gesamt  | Gesamt            | 704 | 105 | 19.4 | .567 | .000 | .583 | 6.5 | 0.8 | 0.5 | 0.8 | 6.1 |

#### Play-offs
| Saison  | Team     | GP | GS | MPG  | FG % | 3P % | FT %  | RPG | APG | SPG | BPG | PPG |
| ------- | -------- | -- | -- | ---- | ---- | ---- | ----- | --- | --- | --- | --- | --- |
| 2012–13 | Memphis  | 8  | 0  | 6.0  | .417 |      | .750  | 1.4 | 0.0 | 0.0 | 0.1 | 1.6 |
| 2013–14 | Memphis  | 7  | 0  | 3.6  | .300 |      | .000  | 2.1 | 0.0 | 0.1 | 0.4 | 0.9 |
| 2015–16 | Portland | 11 | 0  | 18.6 | .525 | .000 | .576  | 6.8 | 1.3 | 0.2 | 0.6 | 5.5 |
| 2017–18 | Portland | 4  | 0  | 17.8 | .500 |      | .250  | 8.0 | 0.0 | 0.0 | 0.3 | 2.8 |
| 2018–19 | Brooklyn | 3  | 0  | 13.7 | .700 |      | 1.000 | 6.3 | 0.7 | 0.0 | 0.3 | 5.3 |
| Gesamt  | Gesamt   | 33 | 0  | 11.8 | .500 | .000 | .568  | 4.6 | 0.5 | 0.1 | 0.4 | 3.2 |